# TOI-700
TOI-700 — звезда в созвездии Золотой Рыбы. Находится на расстоянии 101,4 световых лет от Солнца. Вокруг звезды, возможно, вращается четыре экзопланеты.

## Звезда
Это красный карлик спектрального класса М2V, имеющий 50 % массы, 61,5 % радиуса и 60 % температуры Солнца, с очень низким уровнем звёздной активности (за всё время наблюдения у звезды не было вспышек). Низкая скорость вращения также является показателем низкой звёздной активности, а также зрелости звезды.

## Планетная система
Телескоп TESS обнаружил методом прохождений четыре экзопланеты, вращающиеся вокруг звезды TOI-700. Внутренние из них могут быть приливно захвачены.
Планета TOI-700 b — размером с Землю, но находится очень близко к звезде и не пригодна для жизни в известных формах. Планета TOI-700 c — достаточно типичный тёплый мининептун.
Планета TOI-700 d является первой экзопланетой земной группы, находящейся в обитаемой зоне своей звезды, открытой этим телескопом.
В ноябре 2021 года на внутреннем краю обитаемой зоны TOI-700 была обнаружена четвёртая планета размером с Землю TOI-700 e, получающая примерно на 49 % больше света, чем TOI-700 d. Она несколько меньше Земли и находится между d и c. 
Возможно, что TOI-700 e и TOI-700 d не обращены постоянно одной стороной к родительской звезде благодаря тесному резонансу 3:4 и атмосферному динамо, но их вращение вокруг оси должно быть очень медленным.
Гипотетические внешние планеты в этой системе не транзитны с точки зрения земного наблюдателя, но они могут быть обнаружены посредством точных замеров лучевой скорости TOI-700 на точнейших современных спектрографах (в частности, на ESPRESSO). Для примера, холодный мининептун с массой в 8 земных и периодом обращения 60.11 суток (то есть в резонансе 5:8 с планетой d) даст синусоиду с амплитудой в 2.37 м/с — сопоставимую с таковой у планеты c (2.9 м/с для массы в 6.3 земных). Даже более дальняя (89.563 суток) и лёгкая (4.4 масс Земли) планета будет найдена в более длительной и полной серии наблюдений (при этом её сигнал составит 1.14 м/с).